# Вальтер Краусс
Вальтер Краусс (нім. Walter Krauß; 11 березня 1918, Ерланген, Німецька імперія — 17 липня 1943, аеродром Орел-Північний, Орел, РРФСР) — німецький офіцер, пілот розвідувальної і штурмової авіації, майор люфтваффе. Кавалер Лицарського хреста Залізного хреста з дубовим листям.

## Біографія
В 1934 році призваний в піхоту. В 1937 році переведений в люфтваффе, спочатку служив у 21-й розвідувальній групі. Учасник Польської і Французької кампаній. В серпня 1940 року за особистим проханням зарахований в училище штурмової авіації в Граці, після закінчення курсу призначений командиром штабної ескадрильї 2-ї ескадри пікіруючих бомбардувальників. З червня 1941 року воював на радянсько-німецькому фронті. З 1 червня 1943 року — командир 3-ї групи своєї ескадри. Вбитий осколком снаряду під час нічного нальоту радянської авіації на аеродром в Орлі.

## Звання
- Стрілець (1934)
- Лейтенант (1938)
- Обер-лейтенант (1940)
- Гауптман (1943)
- Майор (1944 — посмертно)

## Нагороди
- Шнур за відмінну стрільбу
- Нагрудний знак пілота
- Медаль «За вислугу років у Вермахті» 4-го класу (4 роки) (1938)
- Залізний хрест 2-го і 1-го класу
- Лицарський хрест Залізного хреста з дубовим листям
  - Лицарський хрест (29 липня 1940) — як обер-лейтенант і командир літака 2-ї ескадрильї 21-ї розвідувальної групи.
  - Дубове листя (№ 363; 3 січня 1944 — посмертно) — як гауптман і командир 3-ї групи 2-ї ескадри пікіруючих бомбардувальників «Іммельман».
- Німецький хрест в золоті (24 квітня 1942) — як обер-лейтенант і командирштубної ескадрильї 2-ї ескадри пікіруючих бомбардувальників «Іммельман».
- Медаль «За зимову кампанію на Сході 1941/42» (22 серпня 1942)
- Нагрудний знак «За поранення» в сріблі
- Авіаційна планка розвідника в золоті з підвіскою